# Greenville Goodwin
Grenville Goodwin, nascut Greenville Goodwin (1907–1940), és més conegut pel treball d'etnologia observador-participant entre els apatxes occidentals en la dècada de 1930 al sud-oest dels Estats Units. En gran part autodidacta com a antropòleg, va viure entre els apatxes durant gairebé una dècada, i es va assabentar de les seves històries i rituals. La seva monografia The Social Organization of the Western Apache es considera una important contribució a l'etnologia americana. Va ser publicat el 1941 després de la seva mort als 32 anys, quan la seva prometedora carrera es va veure truncada.
Sobre la base dels seus estudis, Goodwin classificà els apatxes occidentals en cinc grups, però algunes d'aquestes divisions han estat qüestionades per altres antropòlegs i lingüistes. Els investigadors s'han posat d'acord en general en tres grans grups: els White Mountain, San Carlos i tonto apatxe (aquest últim també coneguts com a apatxes Dilzhe'e), amb subgrups de bandes per sota d'aquesta classificació.

## Primers anys i educació
Goodwin va néixer a Southampton, Nova York en una família benestant. Va contraure la tuberculosi quan era jove (quan no hi havia cura) i va ser enviat a la Mesa Ranch School a Arizona pel seu clima sec, que es creia que era més saludable. Aquest va ser el començament de la seva llarga relació i interès amb el Sud-oest. El degà, Byron Cummings, li va suggerir que estudiés a la Universitat d'Arizona.
Va assistir a classes a Arizona, però va descobrir que no estava interessat en l'obtenció d'un títol. Goodwin es va mudar progressivament a viure en la propera dècada a prop de les comunitats apatxes a Bylas, Fort Apache, Canyon Day, i Cibecue. Va parlar extensament amb ells, especialment amb la gent gran, i ells van començar a acceptar la seva atenció. Va estudiar de manera informal i era en gran part autodidacta, tot i que va fer un treball de postgrau a la Universitat de Chicago el 1939, quan va completar la seva monografia sobre l'organització social dels apatxes occidentals.

## Carrera
Durant el seu treball, Goodwin va conèixer i va aprendre de molts notables antropòlegs. El 1931 va conèixer Morris Edward Opler, qui havia fet un treball de camp entre els chiricahua. Harry Joijer ensinistrà Goodwin en transcripció lingüística. Pel 1935 va publicar el seu primer article a American Anthropologist, i va publicar-ne més en els anys següents. Van ser reconegudes les seves estrets observacions de diversos anys de treball amb els apatxes.
Arran de la Llei de Reorganització Índia de 1934, que va permetre a les tribus recuperar l'autogovern, H. Scudder McKeel, antropòleg social de la Bureau of Indian Affairs, contractà Goodwin perquè ajudés a treballar amb la possible formació d'un govern apatxe a la reserva índia de San Carlos. Goodwin va treballar com a consultor i va completar un informe al voltant de 1937 sobre la formació del govern de San Carlos. Encara que es descriu com un model de l'antropologia social, l'obra no es va publicar mai.
A partir dels estudis de postgrau en 1939, Goodwin va treballar amb acadèmics de la Universitat de Chicago. Allà també va completar la seva monografia The Social Organization of the Western Apache, que va ser considerat una fita quan es va publicar el 1941 després de la seva mort. El va fer una figura important en l'etnologia i l'antropologia americana.
Una revisió de 1942 per G. A. Richard el descriu com "un manual dels apatxes White Mountain, Cibecue, San Carlos i Tonto." Richard va assenyalar que si bé la qüestió del lideratge no havia estat tractat adequadament en la literatura acadèmica, Goodwin va dedicar atenció considerable al tema, posant l'accent en les obligacions dels caps, així com els seus privilegis. Goodwin també va parlar dels orígens dels clans, va dir que entre els pobles atapascans meridionals només en tenien els apatxe White Mountain i els navahos. Va pensar que els clans apatxe estaven més relacionats amb les seves pràctiques religioses, i podien haver estat influenciats pels veïns Pueblo. Richard va elogiar les discussions d'evitació i el comportament humorístic de Goodwin, ja que inclou moltes excepcions (i seves les raons), així com les normes de la pràctica, per mostrar com el poble variava en la vida diària.
El llibre va ser reimprès per la Universitat d'Arizona Press el 1969, incloent una breu biografia de Goodwin per l'antropòleg Edward H. Spicer i un nou índex. La Press també ha reimprès un altre llibre de Goodwin, així com dos nous volums recollits dels seus papers i cartes, que han estat editats per altres; tots han estat publicats a títol pòstum, com a part d'un renovat interès en l'obra de Goodwin.

## Controvèrsia
Goodwin classificat els apatxes occidentals en cinc grups (basada en les opinions dels seus informants per diferències dialectals i culturals): White Mountain, Cibecue, San Carlos, Tonto del Nord i Tondo del Sud. Altres antropòlegs, com Albert Schroeder, consideren la classificació de Goodwin incompatibles amb les divisions culturals anteriors a les  reserves.
Willem de Reuse trobà evidències lingüístiques per donar suport només a tres agrupacions principals: White Mountain, San Carlos, i Dilzhe’e (Tonto), amb San Carlos com el dialecte més divergent i el dilzhe’e com un element intermedi romanent d'un continu dialectal que anteriorment abraçava l'apatxe occidental i el navaho.

## Vida personal
En 1936 Goodwin va conèixer i es va casar amb Janice Thompson (anomenada Jan). Van tenir un fill, Neil.
Malalt tota la seva vida, Goodwin va patir de tuberculosi crònica, que aleshores no tenia cura. Goodwin va morir en 1940 a l'edat de 32 anys a Los Angeles, a causa de complicacions derivades d'un tumor cerebral. Fou enterrat a Tucson (Arizona).
En 1988 el seu fill Neil Goodwin dirigí un documental basat en l'estudi del seu pare sobre els apatxes. Fou "Geronimo and the Apache Resistance" (1988), produït com un episodi de les sèries de la PBS The American Experience. A més, Neil Goodwin ha publicat dos llibres sobre el treball del seu pare: The Apache Diaries: A Father-Son Journey (2002) i la col·lecció, Like a Brother: Grenville Goodwin's Apache Years, 1929-1938 (2004).

## Llegat
L'antropòleg Edward H. Spicer va escriure de Goodwin, "El seu treball prometedor va ser interromput, però tot i així va aconseguir establir les bases de l'etnologia del so d'un poble del que havia après durant deu anys a comprendre i respectar."

## Publicacions
- Goodwin, Grenville. Myths and Tales of the White Mountain Apache.  Tucson, Arizona: University of Arizona Press, 1994. 978-0-8165-1451-9.
- Goodwin, Grenville. Basso, Keith H. The Social Organization of the Western Apache.  Tucson, Arizona: University of Arizona Press, 1969. LCCN 76-75453.
- Goodwin, Grenville. Basso, Keith H. Western Apache Raiding and Warfare.  Tucson, Arizona: University of Arizona Press, 1971. LCCN 73-142255., collection of memoirs by six Apache who lived before and during the reservation period, as well as explanatory material.